# Epipedobates anthonyi
Epipedobates anthonyi là một loài ếch thuộc họ Dendrobatidae.
Loài này có ở Ecuador và Peru.
Môi trường sống tự nhiên của chúng là rừng khô nhiệt đới hoặc cận nhiệt đới, rừng ẩm vùng đất thấp nhiệt đới hoặc cận nhiệt đới, sông ngòi, đầm nước ngọt, đầm nước ngọt có nước theo mùa, vườn nông thôn, và rừng thoái hóa nghiêm trọng.
Chúng hiện đang bị đe dọa vì mất môi trường sống.

## Hình ảnh

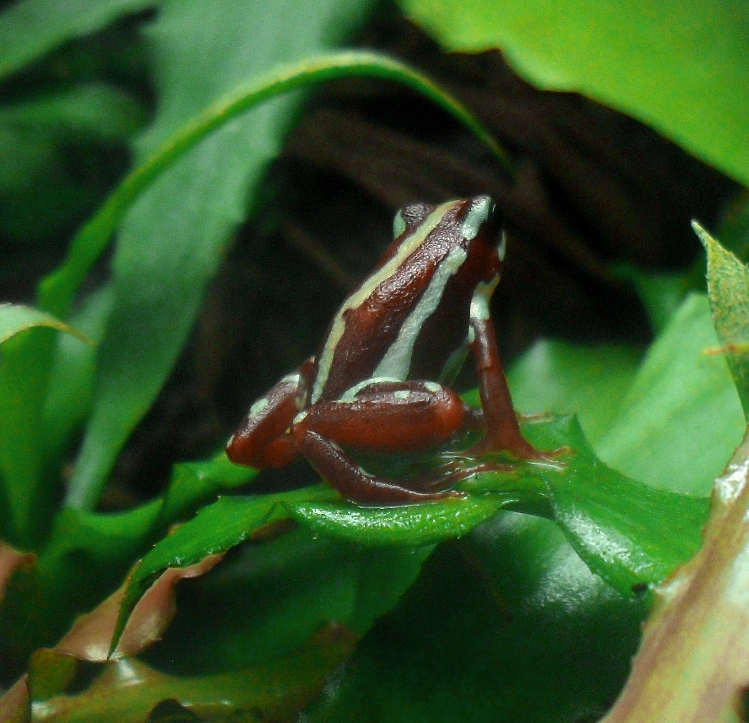
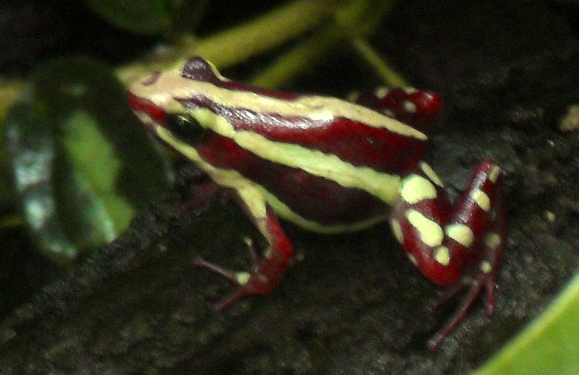
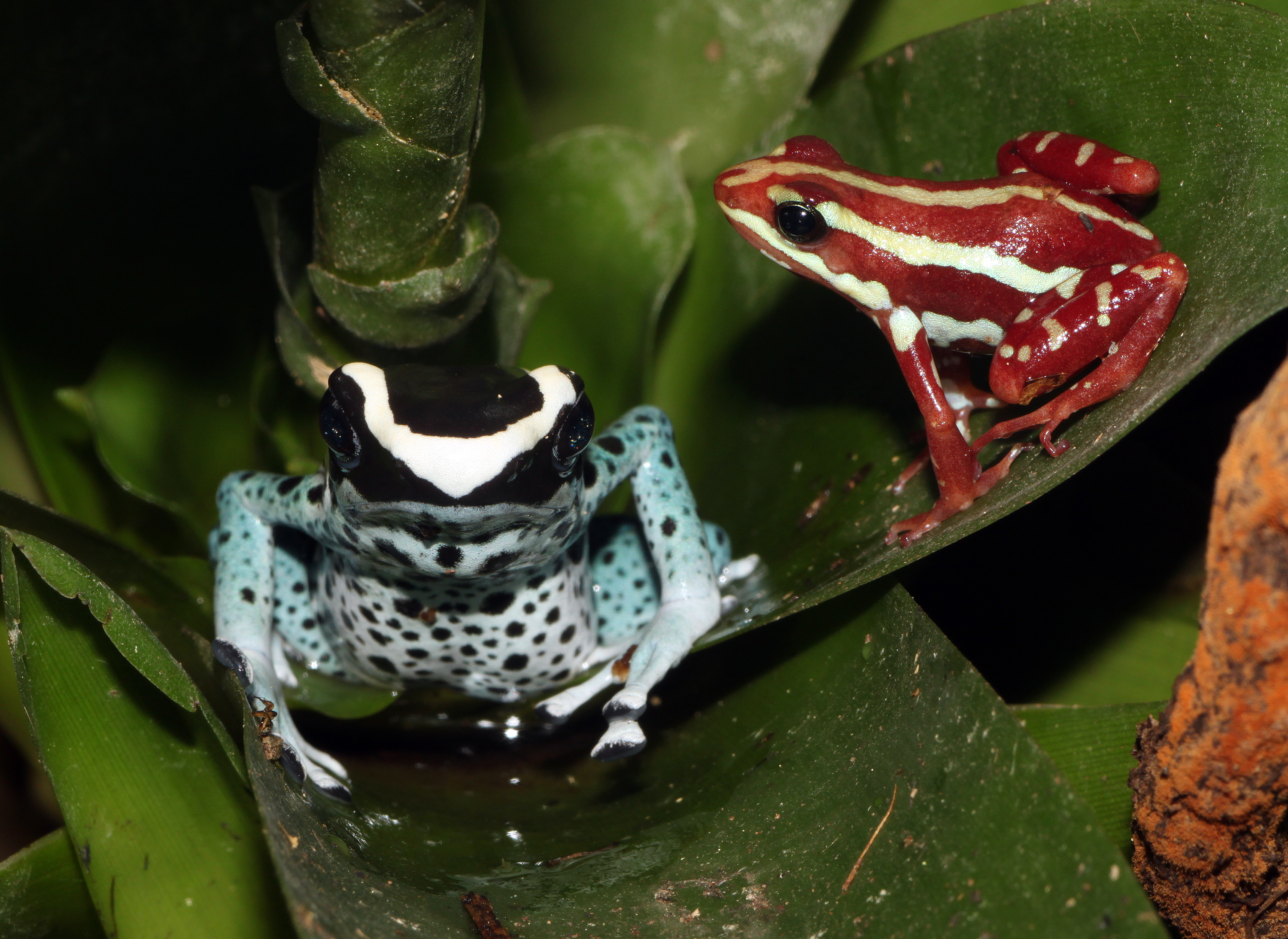
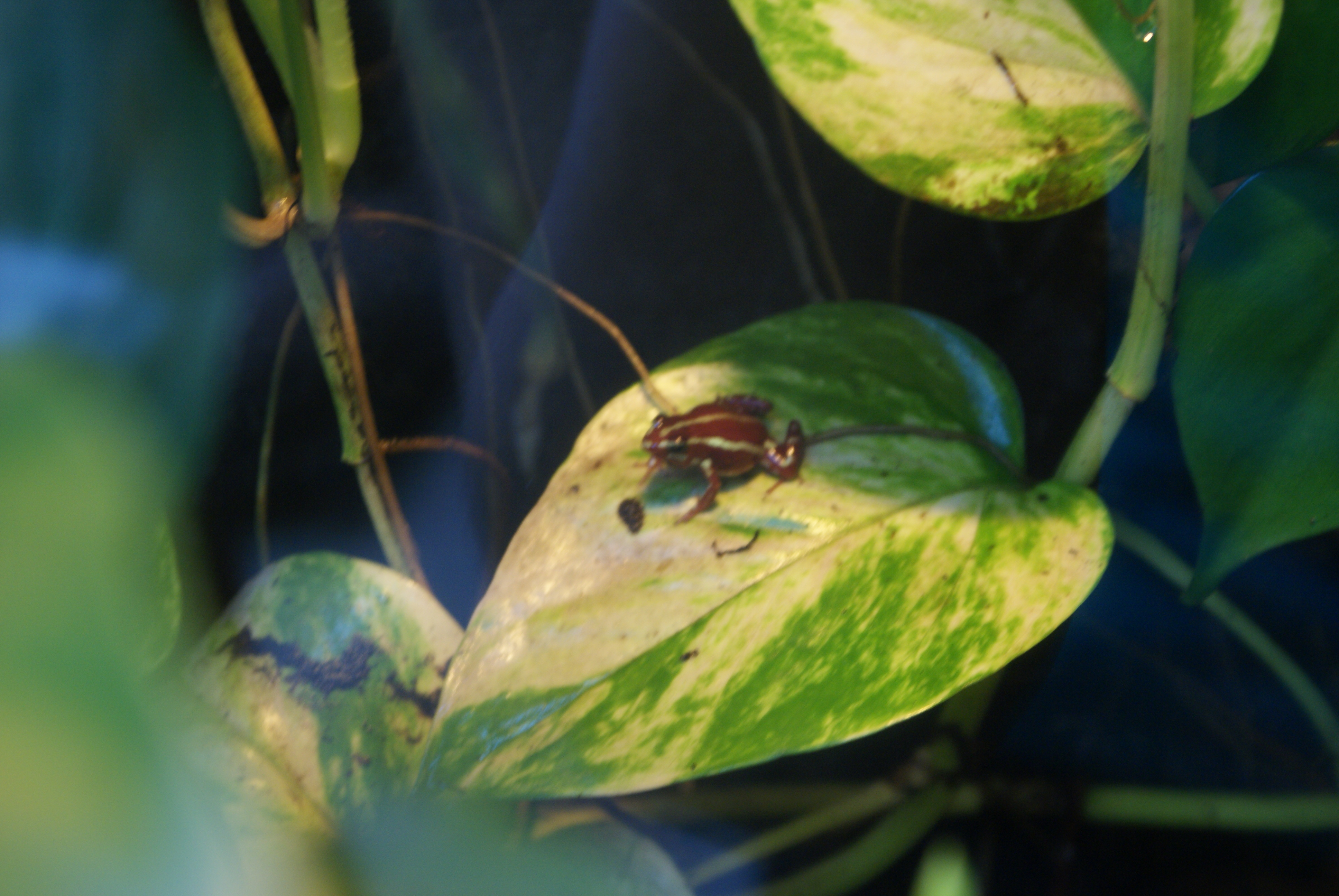